# Broadway (Brooklyn)
Broadway es una avenida en el distrito de Brooklyn de la ciudad de Nueva York que se extiende desde el East River en el vecindario de Williamsburg en dirección sureste hasta East New York por una longitud de 4,32 millas (7 km). Fue nombrado por el Broadway en Manhattan. La terminal de East New York es una intersección complicada con East New York Avenue, Fulton Street, Jamaica Avenue y Alabama Avenue. La línea BMT Jamaica (Trenes J, M y Z) del Metro  corre sobre vías elevadas sobre Broadway desde el puente de Williamsburg hasta el este de Nueva York en su camino a Queens. Broadway forma el límite entre los vecindarios de Bushwick, que se encuentra sobre Broadway al noreste, y Bedford-Stuyvesant, que se encuentra al suroeste.

## Historia

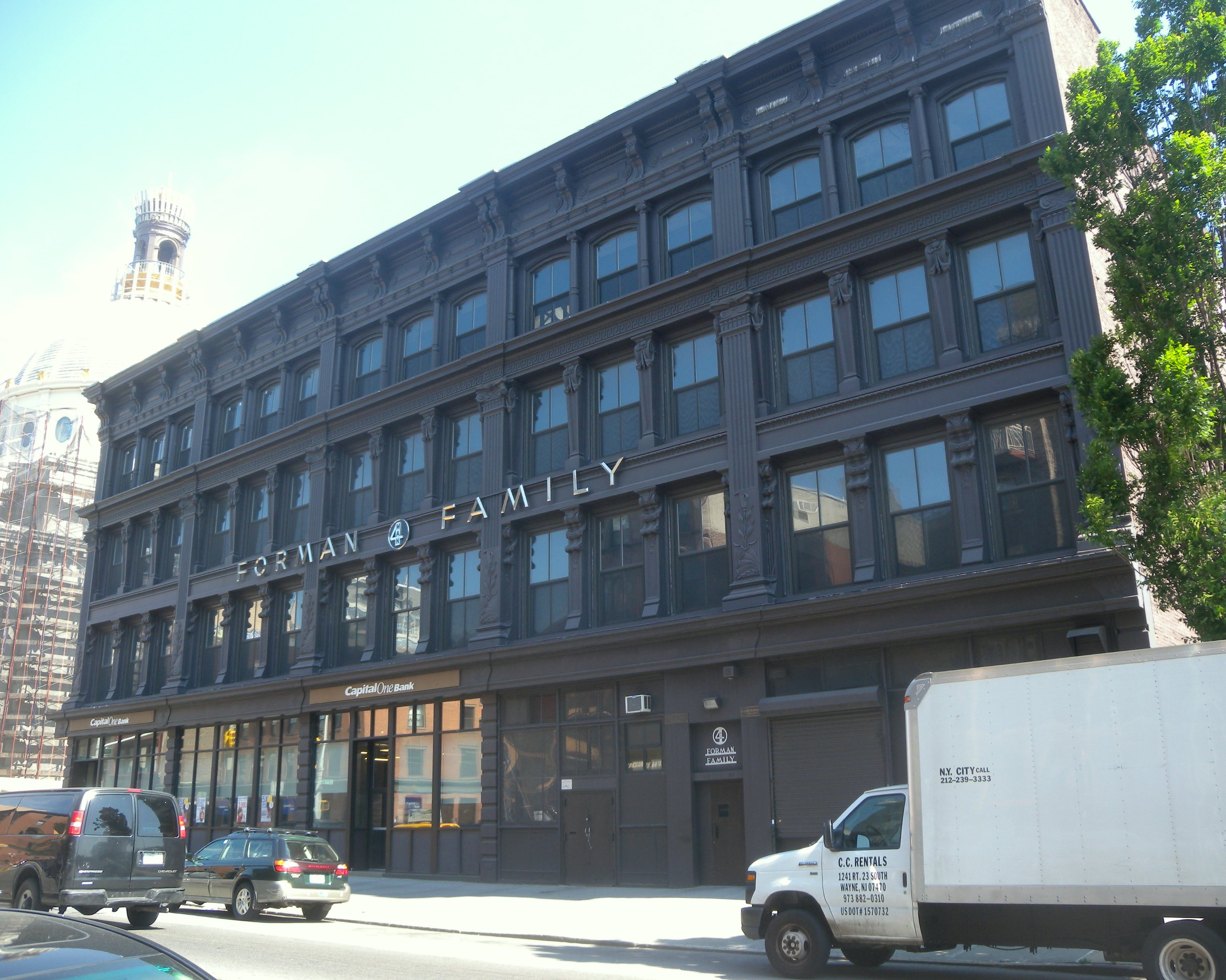
Almacén de zapatos de gorrión

Cuando Williamsburg era una ciudad independiente, la longitud de Broadway desde East River hasta South 6th St se conocía como South 7th St. Desde ese punto hasta Division Ave, tomó el camino de South 6th St. Ambos segmentos abrieron en el 1830 Desde esa intersección hasta su terminal en el este de Nueva York, se llamó Division Ave, que se colocó en los límites municipales que separaban la ciudad de Brooklyn de la ciudad de Bushwick (y el pueblo de Williamsburg, que entonces era parte de la ciudad). En cada uno de los cambios de calzada en Williamsburg, Broadway se dobla un poco más hacia el sur hasta que corre directamente hacia el sureste hasta East New York.
El ferry de Broadway brindó servicio (desde principios del siglo XIX) desde el pie de Broadway a varios puntos de Manhattan y, a mediados de la década de 1860, transportaba más de 200 000 pasajeros por día. La terminal de transbordadores se unió primero a los tranvías y luego a un tránsito rápido elevado en 1889. Con estas conexiones, el área comercial central de Williamsburg comenzó a migrar a Broadway desde Grand Street. Esto fue impulsado aún más por la apertura del puente de Williamsburg, aunque la sección de Broadway desde la nueva plaza del puente hasta el río de aterrizaje del ferry disminuyó ya que ahora se pasó por alto de manera efectiva. Los edificios existentes prominentes en Williamsburg ubicados en Broadway incluyen el Williamsburgh Savings Bank Building (en el n. ° 175, construido en 1875), Nassau Trust Company (en el n. ° 134-136, construido en 1888), el Kings County Savings Bank (n. ° 135, construido en 1868), Peter Luger Steak House (en 178, construido en 1876) y varios edificios de hierro fundido como Sparrow Shoe Factory (# 195, al otro lado de Driggs Avenue desde Williamsburgh Savings, construido en 1882).
Durante el apagón de la ciudad de Nueva York de 1977, Broadway fue el epicentro y el peor golpe de los saqueos, disturbios y violencia que azotaron la ciudad. Treinta y cinco cuadras de Broadway desde Williamsburg hasta Bedford-Stuyvesant fueron destruidas, 134 tiendas saqueadas, 45 de ellas incendiadas. Los disturbios aceleraron la fuga blanca del área, ya que muchas de las propiedades destruidas nunca fueron reconstruidas y permanecieron como lotes vacíos hasta la década de 1980. Broadway siguió siendo un área indigente con un alto índice de delincuencia hasta la gentrificación en la década de 2000, que inició un resurgimiento de nuevos negocios, la construcción de condominios de lujo y el regreso de las cadenas de tiendas al área. En 2019, el Departamento de Planificación Urbana de la ciudad de Nueva York publicó un plan de rezonificación de Bushwick, que permitiría un desarrollo de alta densidad en las avenidas Broadway y Myrtle y Wyckoff.